# Psychotria babatwoensis
Psychotria babatwoensis är en måreväxtart som beskrevs av Martin Roy Cheek. Psychotria babatwoensis ingår i släktet Psychotria och familjen måreväxter. Inga underarter finns listade i Catalogue of Life.